# 迹见学园女子大学短期大学部
迹见学园女子大学短期大学部（日语：／ Atomi Gakuen Joshi Daigaku Tanki Daigakubu *），简称迹见短大，是过去一所位于日本东京都文京区的私立短期大学。前身此れ迹见学园短期大学（日语：／ Atomi Gakuen Tanki Daigaku *）。

## 概要

### 简介
- 学校最早可以追溯到1858年[1]。短期大学为于1950年开办[2]、由学校法人迹见学园经营。招生到2005年[3]、停办于2007年。招収只女学生从开办。

### 历史
- 1950年 迹见学园短期大学成立并同时设置两个学科、以下列举。
  - 文科
  - 家政科
- 1952年 生活艺术科成立[3]。
- 1982年 文科分离为两个专攻、以下列举[3]。
  - 日文专攻
  - 英文专攻
- 1995年 改校名为迹见学园女子大学短期大学部[3]。
- 2004年 文科改名为语言文化科、两个专攻各自改名为[3]。
  - 日文专攻→日语专攻
  - 英文专攻→英语专攻
- 2005年  招生最后、次年停止招生（正式停办于2007年6月11日[3]）。

### 宪章
- 请参看迹见学园女子大学短期大学部的标志 （页面存档备份，存于） （日語） 2014年4月12日阅览。

## 学校环境
- 校区：在了东京都文京区[注 1]

## 历任校长
- 嶋田英诚：最后现在短期大学校长[4]

## 组织

### 学科
- 语言文化科
  - 日语专攻
  - 英语专攻
- 家政科
- 生活艺术科

### 专科
| - 没有 |

### 业余课程
| - 没有 |

## 知名校友
- 冈崎京子:漫画家
- 山本道子:芥川奖作者
- 森下悠里:写真偶像
- 白石海夕希:新闻主播
- 猫背椿:演员
- 户冢真弓:散文家

## 相关链接
- 日本短期大学列表